# Bullenkuhlen
Bullenkuhlen er en by og en kommune i det nordlige Tyskland, beliggende i Amt Rantzau under Kreis Pinneberg. Kreis Pinneberg ligger i den sydlige del af delstaten Slesvig-Holsten.

## Geografi
Bullenkuhlen ligger omkring 5 km øst for Elmshorn og tre km syd for Barmstedt. Mellem Bullenkuhlen og Elmshorn går motorvejen A 23 fra Hamborg mod Heide.